# John Rudolphus Booth
Pour les articles homonymes, voir John Booth et Booth.
John Rudolphus Booth (né près de Waterloo en Montérégie 5 avril 1827 – mort 8 décembre 1925 à Ottawa) est un entrepreneur, homme d'affaires et industriel canadien. Il était surnommé le  « roi du Bois d'œuvre ».

## Biographie
Booth commença sa carrière en tant que menuisier, et à ce titre, participa en 1854 à la construction d'une scierie pour Andrew Leamy, qui l'engagea par la suite pour l'administrer.

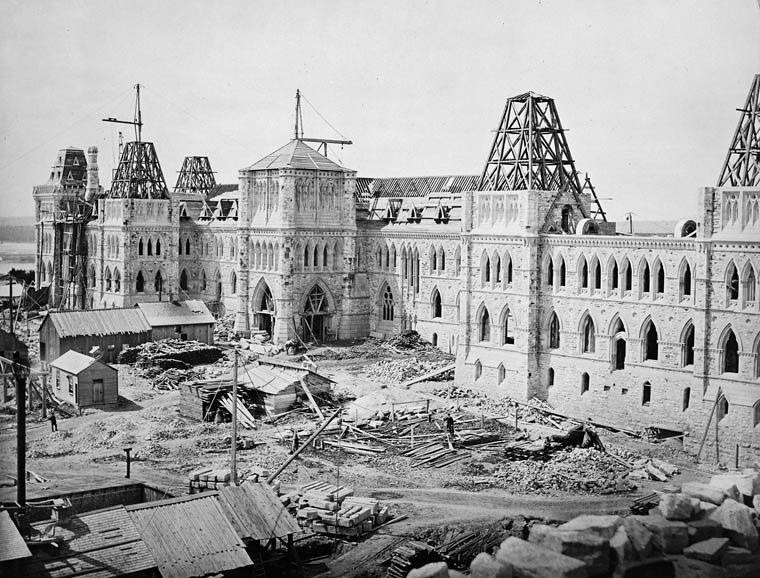
Édifice original du Parlement en construction, août - septembre 1863.

Par la suite, Booth fut engagé par Alonzo Wright pour administrer une de ses fabriques de bardeaux à Hull en Québec ; de nos jours on y se trouve le musée canadien de l'histoire.
En 1859, il obtint le contrat pour l'approvisionnement de bois pour la construction des édifices du Parlement.
Ce fut ce contrat lucratif qui fut le point de départ pour lui en tant qu'hommes d'affaires et industriel.
Les profits permit d'acquérir de nouvelles propriétés, des scieries, des concessions forestières.
Booth construisit plusieurs tronçons de voie ferrée pour acheminer son bois aux endroits requis ; il préférait le transport par voie ferrée au flottage du bois.
Ses travailleurs aux chaudières firent la grève à plusieurs reprises (1891-1918-1921) afin d'obtenir de meilleurs salaires, mais Booth préférait faire appel aux policiers plutôt que de négocier. C'est cependant lui qui en 1911 introduisit la journée de travail de huit heures pour ses employés de l'Outaouais.
Il fit un procès à son ami E. B. Eddy qui se rendit jusqu'en Cour suprême sur la question de la propriété du lit de la rivière Outaouais, à la hauteur des Chaudières, îles Victoria, et Albert.
Il fut enterré auprès de son épouse dans le cimetière Beechwood à Ottawa. Sa succession fit l'objecte d'une convocation de l'Assemblée législative de l'Ontario à la demande de Mitchell Frederick Hepburn qui réclamait que les héritiers de Booth paient une somme de 7 millions de dollars soit 3 de plus que les 4 premiers exigés en 1917.

## Famille
Il est le fils de John Booth, originaire du comté de Roscommon, en Irlande, et d'Eleanor Rowley.
Il épouse le 7 janvier 1853, au canton de Kingsey, Rosalinda Cooke (décédée en 1886) ; ils eurent cinq filles et trois fils, dont sa petite-fille Lois Frances Booth (née le 8 août 1897 à Ottawa et décédée le 26 février 1941 à Copenhague) épousa le prince Erik de Danemark (1890-1950), avec postérité. Ce mariage a été célébré le 11 février 1924 à Ottawa.